# Marie Louise von Bourbon-Parma
Marie Louise Pia Teresa Anna Ferdinanda Francesca Antonietta Margharita Giuseppa Carolina Bianca Lucia Apollonia di Bourbon (* 17. Januar 1870 in Rom, Italien; † 31. Januar 1899 in Sofia, Bulgarien) war Prinzessin von Parma und Fürstin von Bulgarien.

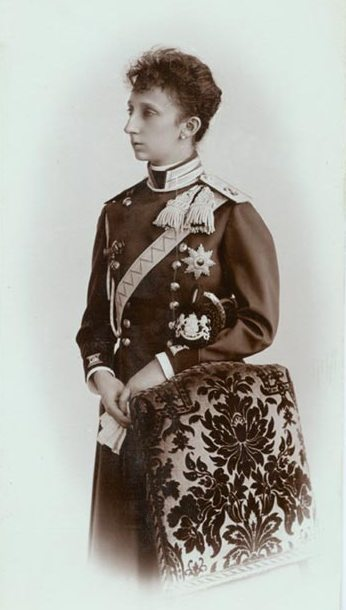
Marie Louise von Bourbon-Parma

## Leben
Marie Louise war eine Tochter des Herzogs Robert I. di Borbone von Parma und der Maria Pia della Grazia di Borbone, Prinzessin von Neapel-Sizilien. Sie war die Halbschwester von Kaiserin Zita von Österreich.
Prinzessin Marie Louise heiratete den Fürsten und späteren Zar Ferdinand I. von Bulgarien, Sohn von Prinz August von Sachsen-Coburg und Gotha und Clementine d’Orléans, am 20. April 1893 in der Villa Pianore, bei Lucca, in Italien.
Fürstin Marie Louise starb am 31. Januar 1899 mit 29 Jahren, einen Tag nach der Geburt ihres vierten Kindes, in Sofia.

## Nachkommen
- Boris III. von Bulgarien (1894–1943)
- Kyrill von Bulgarien (1895–1945)
- Eudoxia Auguste Philippine von Bulgarien (1898–1985)
- Nadejda Klementine Maria von Bulgarien (1899–1958), heiratete am 24. Januar 1924 in Bad Mergentheim Albrecht Eugen Herzog von Württemberg